# Prekomurski jezik
Prekomurski jezik (ISO 639-3: pkm; zahtjev odbijen); nazivan 'prekomursko narječje,' 'prekomurština' (mađ. vend nyelv, prekmurjei nyelv, slovenski prekmurščina, prekomurski prekmürski jezik, prekmürščina, prekmörski jezik, prekmörščina)  Narječje slovenskog jezika.

## Osobine
Prekomurštinu govori u Republici Sloveniji, u Prekmurju, i u Mađarskoj (Monošter/Szentgotthárd) oko 110 tisuća Slovenaca.
Osobina prekomurštine je postojanje glasova koji se bilježe slovima "ü" i "ö". Npr.: Hrvatski i slovenski vol u Prekmurju je günec, kuhinja je könja ili künja. Glina (slov. ilovica) je ülanca.
Također je učestao diftong au (npr. slovenski i hrvatski bog je baug; slovenskom to, i hrvatskom ovaj u prekomurskom odgovara tau).
Prekomurski jezik ima pet podnarječja:
- porabsko narječje (okolica Monošter, uz rijeku Rabu, u Porabju (Vendvidék))
- goričko narječje (Gornji Prekmurje, u Goričkom)
- soboško narječje (okolica Murske Sobote)
- ravensko narječje (između Murske Sobote i općina Rakičan)
- markovsko ili lendavsko narječje (kod Lendave i u Donjem Prekmurju)

Prekomurski jezik je književni jezik 18. stoljeća. Prekomurski književni jezik se je očuvao u liturgiji, prozi i liriki te časopisima, zbog toga prekomurski je druga književna norma uz slovenski jezik.

## Povijest
Slovenske govore iz Prekomurja te s panonskih područja je u povijesnom razvitku zahvatio vokalizam koji je svojstven većem dijelu hrvatskog jezika, a ne samo kajkavskog narječja.
Druga zanimljiva osobina je da te slovenske govore nije zahvatilo duljenje naglašenih neposljednjih slogova, što je inače opća pojava u slovenskom jeziku.
Na okolnosti jezičnog razvitka u Prekomurju utjecala je činjenica što je uz Međimurje potpadalo u Bekšinski arhiđakonat koji je bio dijelom Zagrebačke biskupije. Tako je bilo sve do 1776. godine.
U 18. – 19. stoljeću u službenim dokumentima se prekomurština nazivala vandalskim jezikom (vandalščina), jer se držalo da su Slovenci potomci germanskih Vandala.
Á. D. podnio je 15. lipnja 2011. godine zahtjev za priznavanje prekomurskog jezika čiji bi kodni naziv (identifikator) bio [pkm] što je odbijeno 3. veljače 2012. Tradicionalno mađarsko ime za prekomurske Slovence je vendek (vendi).
Usporedi prleško područje, kraj s desne strane Mure koji je zapravo prirodni nastavak Međimurja, a posebna je botanička, etnološka, geološka, klimatska i morfološka cjelina. Prleško je područje bilo u istoj političkoj jedinici s Međimurjem sve do 14. st., kad slovenskim je zemljama definitivno politički pripojeno.

## Temeljne knjige prekomurske književnosti
- Martjanska pesmarica (16. – 18. stoljeće) – prvi dokument prekomurskog jezika
- Franc Temlin: Mali katechismus (Mali katekizem), 1715. – prva prekomurska tiskana knjiga
- Mihael Kotsmar?: Abeczedarium szlowenszko (Slovenski abecedar), 1725. – prvi prekomurski udžbenik
- Mihael Sever Vanečaj: Réd zvelicsánsztva (Red spasanja), 1747. – treća tiskana prekomurska knjiga
- Štefan Küzmič: Vöre krsztsánszke krátki návuk (Kratak nauk kršćanske vjere), 1754.
- Štefan Küzmič: Nouvi zákon (Novi zavjet), 1771. – prijevod Novog zavjeta
- Mikloš Küzmič: Krátka summa velikoga katekizmusa (Kratak pregled velikog katekizma), 1780. – prva katolička prekomurska knjiga
- Mikloš Küzmič: Szvéti evangyeliomi (Sveta evanđelja), 1780. – prvi katolički prijevod Svetog pisma
- Mikloš Küzmič: Szlovenszki silabikár, 1780. – prvi katolički udžbenik
- Mikloš Küzmič: Kniga molitvena (Molitvenik), 1783.
- Mihael Bakoš: Szlovenszki abeczedár, 1786.
- Mihael Bakoš: Nouvi Gráduvál (Novi Gradual), 1789. – velika evangeličanska pjesmarica
- Mikloš Küzmič: ABC kni'sicza (Mala abecedna knjiga), 1790.
- Mihael Bakoš: Györſzki Kátekizmus (Đurski katekizam), 1796.
- Mikloš Küzmič: Sztároga i nouvoga testamentoma szvéte histórie krátka summa (Kratak pregled Starog i Novog zavjeta), 1796.
- Štefan Sijarto: Mrtvecsne peszmi (Mrtvačke pjesme), 1796.
- Štefan Sijarto: Molítvi na ſztári ſzlovenſzki jezik obrnyene (Prevođene molitve na stari slovenski jezik), 1797. – prvo izdanje je nestano
- Štefan Sijarto: Sztarisinsztvo i zvacsinsztvo, 1807. – o prekomurskom bračnom običaju
- Miháo Barla: Diktomszke, versuske i molitvene kni'zicze (Diktomska knjiga i zbirka pjesama te molitvenik), 1820.
- Štefan Lülik: Nôvi abeczedár, 1820.
- Miháo Barla: Krscsanszke nôve peszmene knige (Nova kršćanska pjesmarica), 1823.
- Juri Cipot: Dühovni áldovi (Duševni blagoslovi), 1829. – evangeličanski molitvenik
- Jožef Košič: Krátki návuk vogrszkoga jezíka (Kratak nauk mađarskog jezika), 1833. – prva jezična knjiga prekomurskog jezika
- Janoš Kardoš: D. Luther Martina máli katekismus (Mali katekizam Martina Lutra), 1837.)
- Janoš Kardoš: Krátki návuk krsztsansztva (Kratki nauk kršćanske vere), 1837.
- Janoš Kardoš: Mála historia bibliszka (Bibličke storije), 1840.
- Aleksander Terplan: Krsztsansztva ABÉZCe (Abecedar kršćanske vere), 1845.
- Jožef Košič: Zobriszani Szloven i Szlovenka med Mürov i Rábov (Izobražen Slovenac i Slovenka među Mure i Rabe), 1845. – prva prekomurska pravila pristojnog ponašanja
- Aleksander Terplan: Dvakrat 52 bibliszke historie (Dvaput pedeset i dva bibličkih storija), 1847.
- Janoš Kardoš: Krsztsanszke czerkvene peszmi (Kršćanske crkvene pjesme), 1848.
- Janoš Kardoš: Krsztsanszke mrtvecsne peszmi (Kršćanske mrtvačke pjesme), 1848.
- Aleksander Terplan: Knige 'zoltárszke (Psalmi), 1848.
- Jožef Košič: Zgodbe vogerszkoga králesztva (Povijest Ugarske Kraljevine), 1848. – prva prekomurska povijesna knjiga
- Jožef Košič: Jezus moje po'selejnye (Isus moja želja), 1851.
- Janoš Kardoš: Pobo'zne molítvi (Pobožne molitve), 1853.
- Aleksander Terplan: Peszmi i red (Pjesme i red), 1855. – evangeličanski obrednik
- Janoš Kardoš: ABC ali Návuk na píszajocs – cstenyé (Abecedar ili nauk pisanja i čitanja), 1867.
- Janoš Kardoš: Návod flíszanya, 1870. – prekomurska gramatika, doduše je izvanredno kriva
- Janoš Murkovič: Abecednik za katholičanske vesničke šolé (Abecedar za katoličanske seoske škole), 1871. – prva prekomurska knjiga u Gajici
- Jožef Borovnjak: Dühovna hrána (Duševna hrana), 1871.
- Janoš Kardoš: Jezícsna flíszanya za vesznícski sôl, 1871. – nova gramatika, a još uvijek je kriva
- Janoš Kardoš: Návod na vogrszki jezik, 1871.
- Janoš Kardoš: Nôve ABC i zacsétne knige cstenyá (Novi abecedar i temeljna knjiga čitanja), 1871.
- Jožef Bagari: Prve knige čtenyá (Prva knjiga čitanja), 1871. – druga prekomurska knjiga u Gajici
- Štefan Selmar: Zgodbe sztároga i nóvoga zákona (Povijesti Starogi Novog zavjeta), 1873.
- Imre Augustič: Prijátel, 1875. – 1879. – prvi prekomurski časopis, kupili su ga i u Međimurju
- Jožef Borovnjak: Szvéti Angel csuvár (Sveti Anđeo Čuvar), 1875.
- Imre Augustič: Návuk vogrszkoga jezika, 1876.
- Imre Augustič: Prirodopis s kepami (Prirodopis sa slikama), 1878. – prva prekomurska biološka knjiga i treća knjiga u Gajici
- Jožef Pustaj: Krscsánszko katholicsánszke cerkvene peszmi (Kršćansko-katoličke crkvene pjesme), 1893. – velika katolička pjesmarica

## PrekomurskiOče naš
Oča naš, ki si vu nebésaj!
Svéti se Ime tvoje.
Pridi králestvo tvoje.
Bojdi vola tvoja,
kak na nébi, tak i na zemli.
Krüha našega vsakdanéšnjega
dáj nam ga dnes. I odpüsti nam duge
naše, kak i mi odpüščamo dužnikom našim.
I ne vpelaj nas vu sküšavanje.
Nego odslobodi nás od hüdoga. Amen.

## Vanjske poveznice
- ISO 639-3 Registration Authority